# Kaikan Phrase
Kaikan Phrase (яп. 快感 フレーズ кайкан фурэ:дзу) или «Чувственные слова» — музыкальное аниме, снятое по одноимённой манге Синдзё Маю. Манга состоит из 17 томов и выходила в журнале Shoujo Comic с 1997 по 2000 гг.
Сюжеты аниме и манги сильно отличаются друг от друга, но в обоих случаях история разворачивается вокруг популярной японской J-Rock группы «Λucifer».

## Аниме
Аниме, созданное в компании Studio Hibari, состоит из 44 серий и посвящено творческому пути «Λucifer»: малоизвестная в Токио уличная группа постепенно пробивается к славе. В первой серии группа ещё не создана, даже главный герой, вокалист Сакуя присоединяется далеко не сразу, а лишь после долгих усилий со стороны его друзей. Со временем «Λucifer» приобретает известность и огромное количество фанатов. В аниме много музыки в стиле j-rock, мы также многое узнаем о членах группы, их обыденной жизни, бытовых и семейных проблемах, соперниках. Практически отсутствует романтика и нет эротических сцен, возлюбленная Сакуи Юкимура Айнэ появляется лишь в 19 серии. Аниме выходило с 20 апреля 1999 по 26 марта 2000 года на телеканале TV Tokyo.
См. также: Список серий аниме Kaikan Phrase

## Персонажи

### Основные
- Сакуя Сакуя (яп. 大河内 咲也 Окоти Сакуя) — вокалист группы Λucifer, отличный певец, играет на фортепиано, сочиняет песни. Возраст — 17 лет. Обладатель необычных для японца голубых глаз. Его мать была джаз-исполнительницей, а отец бросил семью, когда мальчик только родился. В аниме Сакуя поначалу очень холодный и нелюдимый, совершенно не интересуется делами группы, ведет себя грубо и эгоистично. До присоединения к Λucifer играл на фортепиано в отеле. Несколько раз вытягивал Λucifer из безнадёжных, казалось бы, ситуаций. Один из главных героев как аниме, так и манги, причём в манге Сакуя практически сразу становится возлюбленным Айнэ. В манге Сакуя — типичный романтический герой, богатый и уверенный в себе лидер известной группы. Он не отличается добрым характером: высокомерный, резкий, часто поддразнивает Айнэ и прилюдно делает ей неприличные предложения. Вполне откровенен во всем, что касается чувств и желаний. Тем не менее любит и защищает Айнэ, которая подвергается нападкам ревнивых фанаток Сакуи. Сакуя появляется и в других мангах Синдзё Маю, например, в Blaue Rosen как любимый певец главной героини. В Love Celeb Сакуя предстает в качестве продюсера главной героини, он специально приезжает, чтобы оценить её способности к пению. Роль озвучивает Масая Мацукадзэ. Маленький Сакуя: Каору Симамура. Мать Сакуи (озвучивает Кацуки Масако) давно умерла. Когда-то была джазовой певицей. Не похоже, что она уделяла сыну много внимания. Сакуя вспоминает её со смешанными чувствами. Отец Сакуи бросил их давным-давно. От него Сакуя унаследовал необычный голубой цвет глаз.
- Юкифуми Тодо (яп. 藤堂 雪文 То:до: Юкифуми) — старый друг Санты, гитарист и лидер Λucifer, является одним из её основателей. Юки придумал название группы Λucifer. Человек обязательный, организованный и хладнокровный, единственный, кто обычно мирит членов группы друг с другом и приводит их хоть к какому-то согласию. Он также член семьи, которая наследует древние традиции театрального искусства Но, поэтому на нём лежат огромные обязанности, из-за которых Юки не всегда ладит со своим отцом. Но для Юки группа не менее важна, чем семья, он очень серьёзно относится к музыке. В манге у Юки такие же плохие отношения с семьей, что и в аниме. У него также есть жена, по имени Мария. Роль озвучивает Мики Синъитиро. Мария — жена Юкифуми, о которой рассказывается в шестом томе манги Синдзё Маю. Юки и Мария поженились потому, что таково было решение их семей, и поначалу поддерживали только дружеские отношения. Затем по-настоящему полюбили друг друга, и у них появился сын, по имени Юкихико. Марии около 16 лет, внешне она похожа на Айнэ, но более хрупкая, с длинными вьющимися волосами. Обычно изображается с ребёнком на руках. Иногда появляется на репетициях вместе с Юки. Отец Юки — строгий и холодный человек, не одобряет увлечение сына музыкой, из-за чего практически постоянно находится в ссоре с Юки (вплоть до рукоприкладства). Одержим театральным искусством Но, хочет заставить Юки продолжить эту древнюю традицию, поэтому занимается с ним лично. Косвенно создает проблемы группе Λucifer, мешает сыну посещать репетиции, поэтому Юки в конце концов уходит из дома. Роль озвучивает Соя Сигэнори. Мать Юки — тихая женщина, которая находится в тени своего мужа. Мельком появляется в манге и в сериях аниме 37-39 и 44. Роль озвучивает Ай Сайто.
- Ёсихико Нагаи (яп. 永井良彦 Нагаи Ёсихико) — играет на барабанах. Возраст — 22 года. Шумный и весёлый парень, скор на расправу и, если его что-то не устраивает, вполне может пустить в ход кулаки. Как сказал Ацуро в одном из интервью, бесконечные ссоры между Сакуей и Сантой — визитная карточка Λucifer. Успокаивает Санту обычно Юки. Раньше они вместе играли в группе Climb, но Санта бросил группу после того, как увидел, что его девушка Юми, солистка Climb, изменяет ему с другим членом группы. Именно Санта решил создать новую группу собрав туда самых лучших исполнителей. Несмотря на это, по-прежнему неравнодушен к Юми, поначалу очень хочет превзойти Climb. Живёт один. В манге про него практически ничего не известно. Роль озвучивает Такахиро Сакураи.
- Кадзуто Сакума (яп. 佐久間和斗 Сакума Кадзуто) — басист. Возраст — 19 лет. Играл в популярной «вижуал кэй»-группе под названием Neon, после присоединения к Λucifer по привычке носит длинные волосы и одевается в женские платья кричащих расцветок. Несмотря на эксцентричный внешний вид, у Товы (он пишет свой псевдоним на английский манер — Towa) спокойный и дружелюбный характер, другие члены группы часто обращаются к нему за советом или помощью. В своё время бросил школу и семью, чтобы играть в настоящей группе, теперь живёт один. Все свободное время тратит на занятия со своей бас-гитарой. Неразговорчив и немного загадочен[2]. В манге — одноклассник Ацуро, причём в школе его часто принимали за девушку (из-за длинных волос). Това тайно влюблен в подругу детства Мию (Miya), но не может набраться смелости и признаться в своих чувствах. Роль озвучивает Тиба Сусуму.
- Ацуро Кирю (яп. 桐生 敦郎 Кирю: Ацуро:) — гитарист, самый молодой член группы по аниме-версии. На момент присоединения к Λucifer Ацуро ещё учится в школе, поэтому часто ругается с родителями, которые считают, что он должен больше заниматься и поступить в университет, а не тратить своё время, играя в малоизвестной группе. Только сестра поддерживает мечту Ацуро стать известным гитаристом. Впрочем, Ацуро искренне любит своих родителей. Он веселый и добродушный, но не очень общительный, не любит распространяться о своих проблемах[3]. Очень боится, что его игра на гитаре недостаточно хороша: не хочет подводить группу. Красит волосы в ярко-красный цвет. В манге Ацуро 19 лет, таким образом, он даже старше Сакуи. Хороший друг и бывший одноклассник Товы. У Ацуро есть девушка, отношения с которой он держит в тайне. Мы узнаем её имя только в самых последних томах манги. Роль озвучивает Кэнъити Судзумура. Отец Ацуро (озвучивает Томохиса Ониси) — добродушный и искренне любящий свою семью. Тем не менее категорически не принимает желание Ацуро отказаться от поступления в институт и полностью посвятить себя музыке. Мать Ацуро (озвучиваетМаюми Асано) — радушная женщина, для которой самое главное — сохранить мир в семье.
- Айнэ Юкимура (яп. 雪村 愛音 Юкимура Айнэ) — главная героиня манги, а также ключевой персонаж аниме. Старшеклассница, которая пишет тексты для группы Λucifer, причём работает под мужским псевдонимом — «Юкихико Айнэ». В манге — скромная, тихая девушка, которая ничем не выделяется среди своих одноклассниц. Однажды Айнэ решает принять участие в конкурсе на лучший текст для песни. Она сочиняет хорошие стихи, но по дороге на конкурс сталкивается с Сакуей, который ехал на красной спортивной машине и чуть не сбил Айнэ. Сакуя моментально заявляет, что Айнэ теперь «принадлежит ему». С этого момента начинается романтическая история, лежащая в основе сюжета манги. В аниме Айнэ появляется далеко не сразу. Что касается характера, то она такая же скромная, одинокая и игнорируемая своими родителями, но более живая и самостоятельная. Её тайное увлечение — писать стихи. Когда Сакуя ехал на мотоцикле и чуть не сбил Айнэ, она случайно выронила листок со своим стихом. Сакуя подбирает стихотворение и затем использует в качестве текста для песни «C no Binetsu» («Лихорадка Си»). Романтические отношения развиваются намного медленнее, чем у Синдзё Маю. Роль озвучивает Ацуко Эномото. Родители Айнэ редко появляются в аниме и манге. Оба постоянно пропадают на работе и не заботятся о собственной дочери. В аниме мать Айнэ даже не замечает, если та не появляется дома. Одноклассницы и подруги Айнэ помешаны на всем, что касается современной японской музыки. Постоянно покупают музыкальные журналы, ходят на концерты, всегда в курсе новых музыкальных тенденций. Они первыми рассказывают Айнэ о существовании Λucifer, хотя девушка не уделяет их болтовне особого внимания. В поздних сериях аниме становятся большими фанатками Λucifer.
- Юка Кирю (яп. 桐生 祐香 Кирю: Юка) — старшая сестра Ацуро. Не обладает особыми музыкальными талантами, но на начальном этапе очень помогает с организационными вопросами: она становится менеджером Λucifer, договаривается о концертах, раздает рекламные листки на улицах. Юка и Ацуро очень дружны, Юка поддерживает Ацуро и всеми силами старается помирить его с родителями. В манге Юка не сестра Ацуро и не играет большой роли в развитии сюжета. Роль озвучивает Кёко Цуруно.

### Второстепенные
- Ральф Грейзер (или Глейзер, англ. Ralph Grazer) — президент крупной звукозаписывающей компании Metro Records и вице-президент Grazer Corporation. Приехал из Америки с целью изучить японскую музыкальную индустрию. Особенно заинтересован в группе Λucifer и, в частности, в Сакуе, которому постоянно чинит препоны. Старается уничтожить Λucifer, и в достижении своей цели использует любые приёмы, в том числе самые грязные. В манге Ральф испытывает нечто сродни влюблённости по отношению к Айнэ и старается похитить её у Сакуи. Роль озвучивает Нобуо Тобита.
- Руперт Грейзер (англ. Rupert Grazer) — американский медиамагнат, президент и основатель Grazer Corporation, отец Ральфа Грейзера. Отправляет своего сына в Японию якобы потому, что заинтересован в японской музыке. На самом деле преследует собственные цели и хочет проверить своего сына «на прочность». Роль озвучивает Джеф Маннинг (англ. Jeff Manning).
- Фредди Браун (англ. Freddy Brown) — известный во всем мире певец. Во время его последнего приезда в Японию на концерт пришло более 100 тысяч фанатов. На сей раз прибывает в Токио, чтобы выступать на благотворительном концерте Metro Records, и невольно становится соперником Λucifer. Темнокожий, вероятно, латиноамериканец. Добродушный парень, впоследствии сдружился с Сакуей. Роль озвучивает Джеф Маннинг (англ. Jeff Manning).
- Коити Сасаки (Kouichi Sasaki) — продюсер известной звукозаписывающей компании Jupiter Production, менеджер Λucifer. Заинтересовался этой группой ещё тогда, когда услышал их выступление на конкурсе в Токио. Неразговорчив, уверен в себе. Поначалу производит впечатление человека, которого интересуют только деньги, на самом деле очень привязан к членам Λucifer и гордится их успехами. Когда эту группу настигает творческий кризис, делает все, чтобы вернуть им дух соперничества и желание самосовершенствоваться. В поздних сериях продюсирует также группу e.mu. В аниме у Сасаки коричневые волосы, а в манге — светлые. В манге Сасаки не обладает особым авторитетом и не в состоянии повлиять на Сакую, когда тот выходит из-под контроля. Он также сомневается, в состоянии ли Айнэ писать песни на регулярной основе — считает, что эта работа слишком тяжела для неё. Роль озвучивает Сайто Мойти.
- Сакура Аяко (Sakura Ayako) — известная актриса, бывшая возлюбленная Сакуи. Они повторно встретились, когда Λucifer пригласили написать сингл для телесериала, в котором Аяко играла главную женскую роль. Она влюблена в Сакую, очень ревнует его к Айнэ (хотя и старается это скрыть) и всеми силами старается возобновить любовные отношения. Из-за ревности совершенно теряет голову. По манге, Сакура познакомилась с Сакуей, когда ему было 12 лет. Роль озвучивает Миса Ватанабэ.

### Персонажи аниме
- Ито Миса — возлюбленная Сакуи из ранних серий аниме. Обыкновенная богатая женщина, которой нечем занять себя. Миса замужем, она только лишь от скуки закрутила роман с Сакуей, тогда ещё бедным молодым музыкантом. Равнодушно относится к Λucifer и не понимает, зачем Сакуе нужна эта начинающая группа. Роль озвучивает Масако Кацуки.
- Хозяин бара Cradle — добрый и радушный человек, искренне любящий своё дело. Владелец и по совместительству бармен в баре Cradle, где состоялось первое выступление Λucifer. Закрытие Cradle стало для него тяжелым ударом, но он не пал духом и впоследствии открыл бар заново. Отсутствует в манге. Роль озвучивает Симпати Цудзи.
- Учитель Ацуро — дополнительно занимается с Ацуро и помогает парню окончить школу с нормальными оценками. Появляется в 38-40 сериях аниме. Отсутствует в манге. Роль озвучивает Токуёси Кавасима.
- Лоуренс Говард (англ. Lawrence Howard) — влиятельный английский продюсер. Приехал специально по приглашению Сасаки, чтобы оценить способности Λucifer и, возможно, помочь им пробиться на международную сцену. Роль озвучивает Эйдзи Ито.

В аниме появляются другие музыкальные группы, отсутствующие в манге.
- Neon — «Вижуал кэй»-группа, в которой раньше играл Това. Так вышло, что сразу после ухода Товы они выпускают дебютный альбом. Находятся в натянутых отношениях с Товой, считают, что он бросил их как раз тогда, когда они поднялись на волну успеха (фактически, так оно и вышло). Больше думают не о своей музыке, а о модной одежде, девушках и красивых машинах, что и раздражало Тову больше всего. В целом, NEON любимы публикой и популярны, причём в какой-то момент даже популярнее Λucifer, что не может не огорчать Тову.
- FEEL. Λucifer встречаются с ними в 16 серии аниме, когда отправляются в тур по городам Японии и ищут место для очередного концерта. FEEL того периода даже превосходит Λucifer: к примеру, у них есть профессиональное освещение. В остальном группы похожи: FEEL также борются за возможность петь на настоящей сцене, тоже выступают вживую прямо на улице и стремятся выпустить дебютный альбом. Эту группу нельзя в полной мере отнести к соперникам Λucifer — их, скорее, можно назвать друзьями, хотя поначалу члены FEEL смотрят на Λucifer несколько свысока. Хироки — лидер группы. Веселый парень в ковбойской шляпе. Роль озвучивает Мицуру Миямото.
- Rorerai — начинающая женская группа, с членами которой знакомится Ацуро во время одного из путешествий Λucifer. Мечтают стать профессионалами, хотя до этого пока далеко. Музыкальные записи и содержание инструментов стоят денег, поэтому девушки живут вместе, в одной квартире. Название Rorerai происходит от англ. Lorelei (или Loreley). Лорелея — прекрасная девушка, которая сидела на скале посреди моря и чудесным пением заманивала рыбацкие суда на камни, как сирены в древнегреческой мифологии. Члены группы: Сидзука (озвучивает Юко Нагисима) — гитаристка. К ней очень привязался Ацуро. Сидзука пришла в группу позже всех, поэтому играет ещё не очень хорошо, но старается и даже ночью совершенствует технику игры на гитаре. Мамико — вокалист, Марина — барабаны (озвучивает Нина Кумагая). Алиса — бас-гитара.
- Climb — группа, где раньше выступали Юки и Санта. После ухода Санты в Climb осталось трое человек. Лидером становится Юми, вокалист и бывшая девушка Санты. Группа полностью меняет имидж и довольно быстро издает дебютный альбом, но дела идут не так хорошо, как хотелось бы. Юми (озвучивает Рио Нацуки) — певица, бывшая девушка Санты, из-за которой тот бросил группу Climb. Стала новым лидером Climb. Поначалу с Сантой на ножах, но затем они становятся настоящими друзьями. Помогает Λucifer выпутаться из многих тяжелых ситуаций. На самом деле Санта до сих пор неравнодушен к Юми и тяжело переживает разлуку с ней в поздних сериях аниме, когда Юми возвращается в свой родной город.
- Shadow — соперники Λucifer, группа, также находящаяся под началом компании Jupiter Production. Часто упоминается в аниме, но как действующее лицо не появляется. Их менеджером и «первооткрывателем» в музыкальном мире был Коити Сасаки, менеджер Λucifer. Shadow — очень известная группа, лицо Jupiter Production. Впоследствии перекуплена Metro Records.
- e.mu — Соперники Λucifer. Эту талантливую группу нашёл Сасаки и предложил устроить официальный дебют, сказав, что уверен в успехе. С самого начала цель e.mu — опередить Λucifer и занять первую строчку в хит-параде. Как и многие другие музыкальные коллективы, упоминающиеся в аниме, e.MU — реально существовавшая j-rock группа, которая стала особенно популярна в 2000 году, но быстро распалась. Их первый сингл назывался «Love Around» (именно эту песню они поют в аниме). Имя лидера действительно Дайсукэ.
  - Дайсукэ — гитарист и лидер группы, талантливый музыкант. Обучался музыке в США, одержал победу на конкурсе композиторов в Вене. Отлично играет на скрипке. По возвращении в Японию отверг все предложения посвятить себя классической музыке, вместо этого создал свою j-rock группу — «em.u». Роль озвучивает Кэнтаро Ито.
  - Мидзуки — вокалист. Роль озвучивает Дайсукэ Кисио.
  - Юку — басист.
  - Такахира — барабаны. Роль озвучивает Сатоси Катоги.
- Radical — в ранних сериях аниме, когда Сакуя ещё работал в баре и не определился, хочет ли он стать постоянным членом Λucifer, Radical делает ему довольно выгодное предложение: стать их вокалистом. Эта группа успешнее, чем Λucifer, и имеет финансовую поддержку.

### Персонажи манги
- Юкимото — вокалист группы Jesus. Его младшая сестра умерла, и он старается сделать так, чтобы Айнэ стала ей заменой (в конце концов, прибегает к гипнозу). Внешней похож на Юки.
- Хитоси Такаяма  становится продюсером Λucifer в 10 томе манги.
- Киминобу Камисиро — первый возлюбленный Айнэ, по характеру полная противоположность Сакуи. Появляется в 12 томе манги.
- Сакура Окава — маленький мальчик, большой фанат Сакуи.

## Саундтрек

Члены Λucifer слева-направо: Санта, Юки, Сакуя, Ацуро, Това

Было выпущено два основных альбома с саундтреком: «Kaikan Phrase Original Soundtrack» (яп. 快感フレーズ　Original Soundtrack) и «Kaikan Phrase: VISUALISM». В первый альбом включены многие композиции, исполняемые группой Λucifer, во втором же — фоновая музыка аниме. Сюда также входят некоторые песни, задействованные в аниме, например, Crime of lunatic группы Neon, Spark группы Rorerai.
Кроме этих альбомов, существуют синглы, выпущенные собственно Λucifer. Эта J-rock-группа действительно существовала: она была создана специально, чтобы прорекламировать аниме «Kaikan Phrase». Другие группы, так или иначе связанные с записью саундтрека к аниме, также выпустили соответствующие альбомы и синглы, например, группа e.mu — Love Around CD Single.

## Манга

### Сюжет
Главными героями манги Синдзё Маю являются вокалист «Λucifer» Окоти Сакуя и его возлюбленная Юкимура Айнэ. Все остальные персонажи находятся на периферии. Сакуя, довольно популярная личность в музыкальном мире, случайно знакомится со скромной старшеклассницей Айнэ, которая пишет стихи. Сакуя читает одно стихотворение, понимает, что перед ним талантливый поэт и предлагает Айнэ писать тексты для «Λucifer». Так начинается любовная история, типичная для любой сёдзё-манги. Особенность «Kaikan Phrase» — большое количество эротических эпизодов (как в этти).

### Список томов
Оригинальная манга выходила с 1997 по 2000 в сёдзё-журнале Shoujo Comic (там же, где и остальные работы Синдзё Маю). На английском языке лицензирована в 2004 году издательством «Viz Media» и называется Sensual Phrase.
| № | Японский язык   | Японский язык      | Английский язык     | Английский язык    |
| № | Дата публикации | ISBN               | Дата публикации     | ISBN               |
| --- | --------------- | ------------------ | ------------------- | ------------------ |
| 1 |                 | ISBN 1-59116-205-X | 24 марта 2004 г.    | ISBN 4-09-130368-4 |
| Айнэ пишет сочиняет стихотворение, которое собирается отнести на конкурс текстов для песен, однако, по дороге её чуть не сбивает Сакуя на своей дорогой машине. Сакуя дает Айнэ пропуск на концерт Λucifer в Токио Доум, а также подбирает упавший листок со стихом. Когда девушка приходит в Токио Доум, она видит, что Сакуя поёт песню на её текст. Айнэ знакомится с членами группы Λucifer, а сам Сакуя предлагает Айнэ постоянную работу: писать для них тексты. Та соглашается, и компания даже предоставляет ей отдельную квартиру. Фанатки в ярости, потому что их любимец Сакуя уделяет Айнэ слишком много внимания. Айнэ старается скрыть свои стычки с фан-клубом, но безуспешно. Сасаки считает, что Айнэ должна взять мужской псевдоним, иначе может пострадать имидж Λucifer. |                 |                    |                     |                    |
| 2 |                 | ISBN 4-09-130370-6 | 9 июня 2004 г.      | ISBN 1-59116-334-X |
| У Сакуи и Айнэ начинается роман. Айнэ пишет стихи под псевдонимом «Юкихико Айнэ», причем становится весьма популярна. Студия Metro Records организует банкет. Приглашены многие знаменитости, в том числе Сакуя. Айнэ встречается с Ральфом Грейзером, который приехал в Японию впервые . Айнэ слишком много выпивает и падает в обморок. Выясняется, что Сакуя и Ральф Грейзер — братья. |                 |                    |                     |                    |
| 3 |                 | ISBN 4-09-130374-9 | 11 августа 2004 г.  | ISBN 1-59116-449-4 |
| 4 |                 | ISBN 4-09-130375-7 | 22 сентября 2004 г. | ISBN 1-59116-411-7 |
| 5 |                 | ISBN 4-09-130376-5 | декабрь 2004 г.     | ISBN 1-59116-560-1 |
| 6 |                 | ISBN 4-09-130377-3 | 9 февраля 2005 г.   | ISBN 1-59116-671-3 |
| 7 |                 | ISBN 4-09-130378-1 | 15 апреля 2005 г.   | ISBN 1-59116-734-5 |
| 8 |                 | ISBN 4-09-130379-X | 15 июня 2005 г.     | ISBN 1-59116-803-1 |
| 9 |                 | ISBN 4-09-130380-3 | 9 августа 2005 г.   | ISBN 1-59116-867-8 |
| 10 |                 | ISBN 4-09-130385-4 | 11 октября 2005 г.  | ISBN 1-4215-0013-2 |
| 11 |                 | ISBN 4-09-130386-2 | 6 декабря 2005 г.   | ISBN 1-4215-0107-4 |
| 12 |                 | ISBN 4-09-130387-0 | 14 февраля 2006 г.  | ISBN 1-4215-0265-8 |
| 13 |                 | ISBN 4-09-130388-9 | 11 апреля 2006 г.   | ISBN 1-4215-0395-6 |
| 14 |                 | ISBN 4-09-130389-7 | 13 июня 2006 г.     | ISBN 1-4215-0559-2 |
| 15 |                 | ISBN 4-09-130390-0 | 8 августа 2006 г.   | ISBN 1-4215-0560-6 |
| 16 |                 | ISBN 4-09-130394-3 | 10 октября 2006 г.  | ISBN 1-4215-0561-4 |
| 17 |                 | ISBN 4-09-130395-1 | 12 декабря 2006 г.  | ISBN 1-4215-0562-2 |
| 18 |                 | ISBN 4-09-130395-1 | 13 февраля 2007 г.  | ISBN 1-4215-0847-8 |

## Артбуки
Kaikan Phrase: SPECIAL или Kaikan Phrase Tokubetsuhen (яп. 快感フレーズ 特別編 кайкан фурэ:дзу Токубэцухэн) — короткие истории по манге «Kaikan Phrase». «Λucifer» возвращаются из США и готовятся к выпуску нового альбома, который носит название THE BEST.

Дата выхода: 2003 год. ISBN 4-09-137730-0.
SA.KU.YA (яп. 快感〓フレーズSUPER EDITION SA・KU・YA) — сборник иллюстраций. Также включает постер, открытки, календарь и интервью с Синдзё Маю и группой Λucifer (настоящей). Содержит 78 страниц, выпущен издательством Shogakukan.

 Дата выхода: 1 ноября 2000. ISBN 4-09-199791-0
Mayu Shinjo PostCard Book — иллюстрации, открытки. Артбук выпущен издательством Shogakukan.

 Дата выхода: 28 мая 2004. ISBN 4-09-179153-0

## Видеоигра
Kaikan Phrase: Datenshi Kourin — музыкальная игра по аниме Kaikan Phrase, предназначенная для платформы PlayStation. Была выпущена 24 февраля 2000 г. компанией Square Enix. Datenshi Kourin — музыкальная видеоигра, по концепции похожая на Dance Dance Revolution, PaRappa the Rapper и Bust a Groove. Всё, что от вас требуется — вовремя нажимать кнопку, когда на экране появляется стрелочка. В вашем распоряжении пять персонажей, членов группы Λucifer: Сакуя, Юки, Санта, Това и Ацуро. Они различаются не только по музыкальным инструментам, но и по сложности.
- Сакуя — губная гармоника
- Юки — гитара
- Санта — барабаны
- Ацуро — гитара
- Това — бас-гитара

В игре три различных режима:
1. Сценарий на одного игрока: вы должны пройти пять этапов становления группы, от инди до появления группы на широком экране, и так далее.
2. Для двух игроков: сюжет такой же, как и в первом варианте, но второй игрок не может сам выбирать персонажа. Персонажи идут в паре, в зависимости от того, кого выбрал первый игрок: Ацуро против Юки, Санта против Товы, а Сакуя — против другого Сакуи.
3. Дополнительный режим: сложнее, но состоит только из одного этапа.

Каждый этап игры начинается с того, вы что выбираете, в каком направлении будет двигаться группа. Например, в самом начале можно устроить выступление в баре или отправиться на прослушивание. Затем надо выбрать, какую песню вы будете петь. На первом этапе, согласно сюжету аниме Kaikan Phrase, вы можете исполнять только Datenshi BLUE (яп. 堕天使BLUE), но затем будут открываться и другие песни.